# 城捷航空
城捷航空是一家以愛爾蘭都柏林地區為總部的航空公司。城捷航空以倫敦城市機場為基地，並代表母公司法國航空營運巴黎夏爾·戴高樂機場的特權航班，以及為北歐航空以龐巴迪CRJ-900營運部分航班。VLM航空被接各後，城捷航空部分總部部門改設在倫敦和安特衛普。城捷航空在安特衛普國際機場和都柏林機場擁有營運維修設施。
城捷航空機隊是由BAe 146和苏霍伊超級噴射機100組成。其往愛丁堡和阿姆斯特丹的主要競爭對手是英航城市飛行，往盧森堡是盧森堡航空。城捷航空的巴黎、恩荷芬、都柏林、鹿特丹、安特衛普、佛羅倫斯、米蘭、南特和鄧迪航線，均沒有競爭對手。

## 歷史

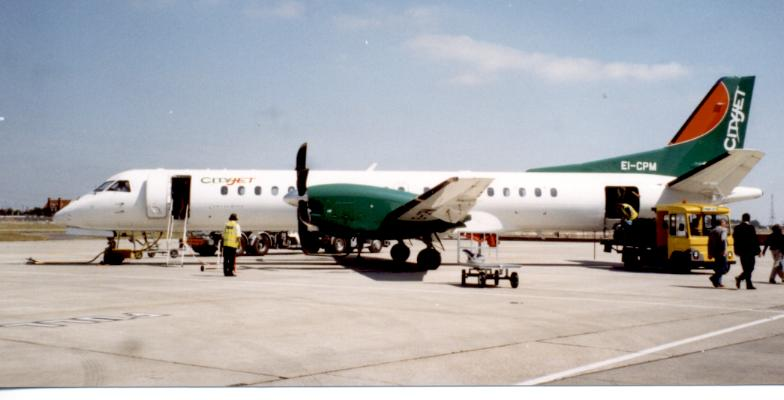
城捷航空曾營運薩博2000（1998年）

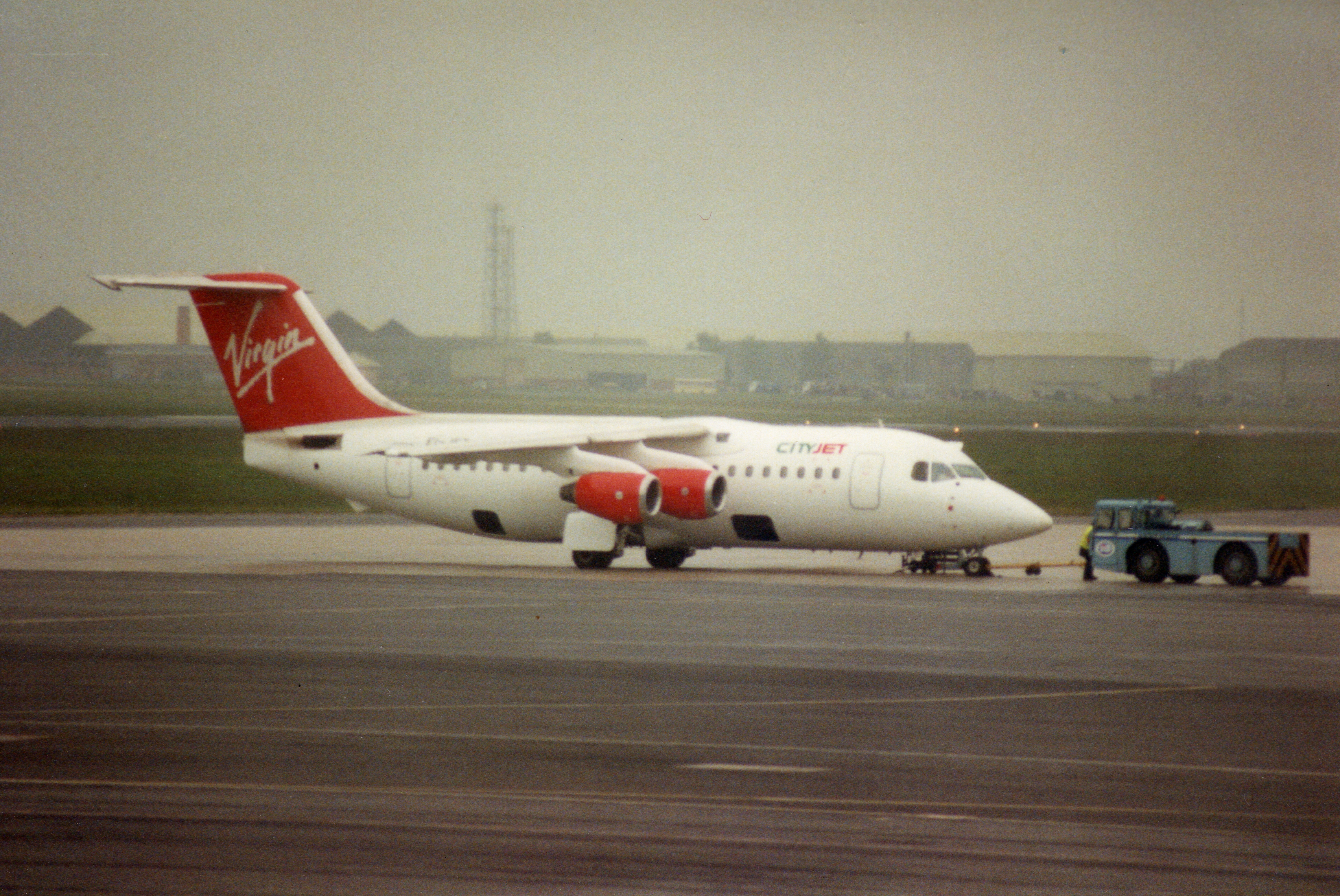
城捷航空BAe 146曾使用維珍航空的商標（1994年）

城捷航空創立於1992年9月28日，於1994年1月12日正式營運，在維珍航空的特許經營下營運倫敦城市機場－都柏林機場航線。1997年7月4日，開始使用自己的商標來營運。
城捷航空最初代表法國航空營運倫敦城市機場－巴黎－奧利機場航線。1999年5月，法國航空與其夥伴福伊爾航空購入25%股權。2002年2月，法國航空已經完全控制城捷航空。2007年，城捷航空新增八個航點，並增加都柏林－巴黎的航班。
2007年12月24日，法荷航集團宣佈已簽訂協議，將會完全接管VLM航空，2009年5月28日VLM航空宣佈將會以城捷航空的品牌下營運。2010年6月1日，VLM航空所有福克機隊的塗裝全部改為城捷航空的塗裝，然而那批福克F50仍然是以VLM航空的名義註冊，使用比利時的註冊號碼。

## 機隊
截至2021年3月，城捷航空擁有以下機隊：
| 機型    | 數量 | 已訂購 | 引擎           | 座位數目 | 備註                 |
| ------- | ---- | ------ | -------------- | -------- | -------------------- |
| CRJ-900 | 20   | 0      | 2x GE CF34-8C5 | 90 88    | 為北歐航空之濕租營運 |

已退役機型：
- ATR42
- ATR72
- BAe146-100/200/300
- BAe ATP
- 多尼爾328
- 福克50
- 薩博2000
- 苏霍伊超级喷气机100

## 外部連結
- 官方网站